# Taenionema pallidum
Taenionema pallidum är en bäcksländeart som först beskrevs av Banks 1902.  Taenionema pallidum ingår i släktet Taenionema och familjen vingbandbäcksländor. Inga underarter finns listade i Catalogue of Life.